# Phobos (mythologie)
Phobos (Gr. Φόβος) is een figuur uit de Griekse mythologie. Zoon van de oorlogsgod Ares en van Aphrodite, de godin van de liefde. Phobos is de personificatie van de angst en gaat daarom vaak gepaard met zijn tweelingbroer Deimos (paniek). Gezamenlijk verschijnen ze met hun vader Ares op het slagveld.

## Trivia
- Het woord fobie (pathologische angst) is afgeleid van Phobos.
- De twee maantjes van de planeet Mars werden Phobos en Deimos genoemd.